# Nanggulan
Nanggulan is een bestuurslaag in het regentschap Klaten van de provincie Midden-Java, Indonesië. Nanggulan telt 2302 inwoners (volkstelling 2010).